# L'Amour, c'est beaucoup plus que l'amour
L'Amour, c'est beaucoup plus que l'amour est une œuvre de 1937 de Jacques Chardonne.
L'auteur livre ici ses réflexions déliées autour de l'amour de l'homme et de la femme, des mystères de l'art et du langage, du bonheur de la nature et de l'espérance qui est au fond de tout. Il voulait faire lire les soixante premières pages à tous les jeunes couples.